# Водна бъбрица
Водната бъбрица (Anthus spinoletta), също планинска бъбрица, е вид дребна пойна птица от семейство врабчови (Passeridae).

## Разпространение и местообитание
Видът е разпространен в планините на Южна Европа и Южна Азия, и на изток в Китай. Среща се и в България.
Мигрира на къси разстояния, като много от птиците се преместват на по-ниски височини или влажни открити низини през зимата.

## Описание
Тази птица достига на дължина до 15 – 17 см при тегло от 18,7 – 23 грама.